# Restaurant Impossible
Restaurant Impossible era un programma televisivo statunitense presentato dallo chef britannico Robert Irvine. Viene trasmesso negli Stati Uniti dal canale televisivo Food Network, in Italia è stata trasmessa la quinta stagione prima dal canale Fine Living e poi dal 2017 dal canale Food Network.

## Caratteristiche
Il programma è molto simile a Cucine da incubo, presentato da Gordon Ramsay. Si differenzia da questo perché si propone di risollevare le sorti dei ristoranti in crisi in soli due giorni e con 10.000 dollari di budget; la ristrutturazione della sala è affidata ad uno dei designer di fiducia del conduttore: Taniya Nayak, Vanessa De Leon, Krista Watterworth, Cheryl Torrenueva, Yvette Irene, Nicole Faccuito, o Lynn Keagan insieme al costruttore Tom Bury, che a volte assume il doppio compito di designer e progettista generale.
Irvine, oltre ad allenare tutto lo staff alle loro mansioni, supervisiona il restauro della sala, insegna allo staff come collocare i tavoli in modo che il passaggio sia facilitato sia per i clienti che per i camerieri. Inoltre supervisiona la pulizia del ristorante, riduce le dimensioni del menù, migliora il cibo e sviluppa l'attività promozionale.
Robert Irvine spesso aggiunge piatti semplici che crede che saranno apprezzati dai clienti; a volte modifica le mansioni del personale, ad esempio trasformando una persona in uno chef-executive o una cameriera in un hostess per l'accoglienza dei clienti.

## Puntate
| Stagione         | Puntate | Prima TV USA     | Prima TV Italia |
| ---------------- | ------- | ---------------- | --------------- |
| Prima stagione   | 7       | 19 gennaio 2011  | N/A             |
| Seconda stagione | 18      | 6 luglio 2011    | N/A             |
| Terza stagione   | 13      | 8 febbraio 2012  | N/A             |
| Quarta stagione  | 13      | 11 luglio 2012   | N/A             |
| Quinta stagione  | 13      | 21 novembre 2012 | 18 giugno 2014  |
| Sesta stagione   | 13      | 14 aprile 2013   | N/A             |
| Settima stagione | 13      | 23 ottobre 2013  | N/A             |
| Ottava stagione  | 13      | 5 marzo 2014     | N/A             |
| Nona stagione    | 13+     | 23 luglio 2014   | N/A             |

### Stagione 5
| nº | n° (int.) | Titolo                                                        | Prima TV USA     | Prima TV Italia   |
| -- | --------- | ------------------------------------------------------------- | ---------------- | ----------------- |
| 54 | 1         | Poco's on the Boulevard - Kansas City, Missouri               | 21 novembre 2012 | 18 giugno 2014    |
| 55 | 2         | Rohrer's Tavern - North Bend, Ohio                            | 28 novembre 2012 | 25 giugno 2014    |
| 56 | 3         | Bronk's Bar and Grill - Lake City, Minnesota                  | 5 dicembre 2012  | 2 luglio 2014     |
| 57 | S         | Holiday: Impossible - Joplin, Missouri                        | 9 dicembre 2012  | N/A               |
| 58 | 4         | Rising Sun Bistro - Kalispell, Montana                        | 19 dicembre 2012 | 9 luglio 2014     |
| 59 | 5         | Whiskey Creek Steakhouse - Keyport, Washington                | 2 gennaio 2013   | 16 luglio 2014    |
| 60 | 6         | Windseeker Restaurant - The Dalles, Oregon                    | 16 gennaio 2013  | 23 luglio 2014    |
| 61 | 7         | Sapori D'Italia - Fountain Hills, Arizona                     | 23 gennaio 2013  | 30 luglio 2014    |
| 62 | 8         | Nanny Goats Cafe and Feed Bin - Kilgore, Texas                | 20 febbraio 2013 | 6 agosto 2014     |
| 63 | 9         | Dinner Bell - Madison, Tennessee                              | 27 agosto 2013   | 13 agosto 2014    |
| 64 | 10        | Maniaci's Italian Bistro - Mohnton, Pennsylvania              | 10 marzo 2013    | 20 agosto 2014    |
| 65 | 11        | Caseyville Cafe - Caseyville, Illinois                        | 13 marzo 2013    | 27 agosto 2014    |
| 66 | 12        | Soup to Nuts Diner - Tavares, Florida                         | 17 marzo 2013    | 3 settembre 2014  |
| 67 | 13        | Sweet Tea's Restaurant & Catering - Pineville, North Carolina | 24 marzo 2013    | 10 settembre 2014 |

1. 1 2 3 4 5 6 7 8 9  Ristorante chiuso
2. ↑  Ristrutturazione del Boys & Girls Club che serviva pasti a bambini senza casa a seguito del tornado Joplin 2011. Robert e il suo team, tra cui lo Chef Michael Chiarello cucinerà un pasto per il personale, i bambini e le loro famiglie. A differenza di altri episodi, al team sono stati dati 3 giorni e 30.000 dollari per rinnovare e migliorare la struttura
3. ↑  Ristorante venduto